# Delazon Smith
Delazon Smith (05 tháng 10 năm 1816 - 19 tháng 11 năm 1860) là một chính trị gia thuộc Đảng Dân chủ, người đại diện cho tiểu bang Oregon, ông làm một thời gian ngắn tại Thượng viện Mỹ vào năm 1859. Ông đã phục vụ cho ít hơn một tháng (14 Tháng Hai - 4 tháng 3), thời hạn ngắn kỷ lục tại Thượng viện. Smith cũng là một biên tập viên tờ báo ở New York và Ohio, và phục vụ trong cơ quan lập pháp thuộc vùng lãnh thổ của Oregon.

## Tuổi thơ
Delazon Smith sinh ngày 5 tháng 10 năm 1816 tại New Berlin, New York. Ông tốt nghiệp trường Cao đẳng Oberlin ở Ohio năm 1837, và sau đó bắt đầu nghiên cứu về pháp luật. Năm 1838, ông thành lập tờ báo New York Watchman ở Rochester, New York, nơi ông làm biên tập cho hai năm. Smith cũng đã điều khiển True Jefferson và Tây Herald ở Rochester trong một thời gian trong năm 1840. Năm 1841, ông thành lập đế quốc phương Tây ở Dayton, Ohio.

## Sự nghiệp
Sự nghiệp của Delazon Smith trong chính trị bắt đầu khi ông được bổ nhiệm làm ủy viên Hoa Kỳ đặc biệt đến Quito, phục vụ trong khả năng này từ năm 1842 đến năm 1845. Sau đó ông chuyển đến Lãnh Thổ Iowa vào năm 1846 và trở thành một mục sư. Năm 1852 ông chuyển đến Lãnh thổ Oregon và bắt đầu chỉnh sửa các đảng Dân chủ bang Oregon. Năm 1854 ông được bầu vào Territorial House of Representatives. Ở đó, ông từng là Chủ tịch Hạ viện trong thời gian 1855-1856. Nhiệm kỳ sau đó là nhiệm kỳ cuối cùng của ông với tư cách một đại diện của Linn County. Năm 1857 Smith là một đại biểu cho hội nghị hiến pháp của nhà nước mà chuẩn bị hiến pháp đầu tiên để chuẩn bị cho việc thành lập tiểu bang. Sau khi Oregon nhập vào Liên bang với tư cách tiểu bang thứ 33, Smith được bầu vào Thượng viện, phục vụ từ 14 tháng 2 năm 1859 - 4 tháng 3, năm 1859. Ông là một ứng cử viên không thành công khi tái tranh cử.
Chưa đầy hai năm sau khi rời Thượng viện, Delazon Smith đã qua đời ở Portland vào ngày 19 tháng 11 năm 1860 ở tuổi 44. Lễ táng của ông ở Albany, Oregon tại nghĩa trang Masonic.